# Симонов Андрій Дмитрович
Андрій Дмитрович Симонов (29 червня 1966, сел. Барановка, Верхньокамський район, Кіровська область, РРФСР, СРСР — 29 квітня 2022, під Ізюмом, Харківська область, Україна) — російський воєначальник, генерал-майор, заступник начальника військ РЕБ ЗС РФ.
1987 року закінчив Томське вище військове командне училище зв'язку. Служив у військах РЕБ. 2000 року закінчив Військову академію імені М. В. Фрунзе.
2010 року закінчив Військову академію Генерального штабу та був призначений на посаду начальника служби РЕБ Західного військового округу РФ (станом на березень 2013 року обіймав цю ж посаду).
З серпня 2014 року — заступник начальника військ РЕБ ЗС РФ (станом на 2017 рік та на вересень-жовтень 2021 року продовжував обіймати цю ж посаду).
2022 року брав участь в російському вторгненні в Україну. За повідомленнями українських та зарубіжних ЗМІ, загинув 29 квітня 2022 року під Ізюмом (Харківська область) в результаті вогневого удару ЗСУ по передовому командному пункту 2-ї гвардійської загальновійськової армії РФ.

## Нагороди
- Медаль «За військову доблесть» 1-го ступеня[1]